# Liste deutschsprachiger Buchreihen
Unter einer Buchreihe versteht man eine Serie gleich oder ähnlich gearteter bzw. gestalteter Bücher, mit einer nicht von vorneherein begrenzten Anzahl. Davon zu unterscheiden sind Werkzyklen (z. B. Trilogien, Tetralogien).

## Liste nach Genre

### Fiktion

#### Krimi
- Jerry Cotton
- DIE – Delikte Indizien Ermittlungen

#### Phantastik
- Bibliothek des Hauses Usher
- Lichtjahr
- Phantastische Bibliothek

#### Science Fiction
- Atlan
- Bibliothek der Science Fiction Literatur
- Heyne Science-fiction & Fantasy
- Perry Rhodan
- Das Science Fiction Jahr
- SF Utopia
- Sternenfaust
- Vilm
- Weltraumpartisanen

### Verlagsausgaben
- Die Andere Bibliothek
- ... für Anfänger
- ... in Augenzeugenberichten
- Bibliothek des Litterarischen Vereins in Stuttgart
- Bibliothek Suhrkamp
- Bücherei der Abtei Thelem
- Diederichs Gelbe Reihe
- Deutscher Taschenbuch Verlag (dtv)
- edition suhrkamp
- Ex libris
- Heyne Geschichte
- Hyperion-Bücherei
- Insel-Bücherei
- Kompass-Bücherei
- Manesse Bibliothek der Weltliteratur
- Poesiealbum (Lyrikreihe)
- Schöner Lesen (SuKuLTuR)
- Spektrum (Buchreihe)
- Studienbuch Musik (Schott)
- Reclams Universal-Bibliothek
- Weberschiffchen-Bücherei
- Zweifäusterdruck

### Wissenschaftliche Buchreihen
- C. H. Beck Wissen
- Orbis academicus. Problemgeschichtliche Enzyklopädie der Wissenschaften. Verlag Karl Alber, Freiburg i. Br. / München 1951 bis 1987 (49 Werke in 59 Bänden)
- suhrkamp taschenbuch wissenschaft
- Urban-Taschenbücher (Kohlhammer)

#### Geschichte und Altertumswissenschaft
- Alter Orient und Altes Testament
- Bibliothek der Alten Welt
- Fischer Weltgeschichte
- Kritische Studien zur Geschichtswissenschaft
- Oldenbourg Grundriss der Geschichte (OGG)
- Propyläen Weltgeschichte
- Schlern-Schriften

#### Islamwissenschaft
- Bibliotheca arabico-hispana
- Bibliothek arabischer Klassiker
- Bibliotheca Islamica
- Bonner Islamstudien
- Corpus Islamo-Christianum
- Handbuch der Orientalistik
- Islamisches Echo in Europa
- Islamkundliche Untersuchungen
- Ismaili Heritage Series

#### Kulturwissenschaft
- Kulturgeschichtliche Bibliothek

#### Philosophie
- Alber-Reihe Philosophie (bis Bd. 100 (1987): Alber-Broschur Philosophie). Verlag Karl Alber, Freiburg i. Br. / München 1972 ff.
- Beiträge zur Philosophie. Winter Verlag, Heidelberg 1.1912 - 32.1938, N.F. 1981 ff.
- Blaue Reihe. Felix Meiner Verlag, Hamburg (2012: 32 Bände)
- Collegium Hermeneuticum (CH). Böhlau Verlag, Köln – Weimar – Wien 1999 ff.
- Collegium Metaphysicum (CM). Mohr Siebeck Verlag, Tübingen 2011 ff.
- Erfahrung und Denken. Schriften zur Förderung der Beziehungen zwischen Philosophie und Einzelwissenschaften. Duncker & Humblot Verlag, Berlin 1959 ff. (2011: Bd. 113)
- Fermenta philosophica. Philosophische Studien und Entwürfe. Verlag Karl Alber, Freiburg i. Br. / München 1974 ff.
- Forschungen und Materialien zur deutschen Aufklärung (FMDA). frommann-holzboog Verlag, Stuttgart (Bad Cannstatt) 1982 ff. (2012: 51 lieferbare Bände)
- Klassiker Auslegen (KA). Akademie Verlag, Berlin 1995 ff.
- Klostermann Rote Reihe. Verlag Vittorio Klostermann, Frankfurt a. M. (2012: 52 Bände)
- Klostermann Texte Philosophie. Verlag Vittorio Klostermann, Frankfurt a. M. 1969 ff.
- Libri nigri – Denken über Grenzen. Verlag Traugott Bautz, Nordhausen 2011 ff.
- Libri virides. Philosophische Texte junger Autorinnen und Autoren. Verlag Traugott Bautz, Nordhausen 2011 ff.
- Orbis Phaenomenologicus. Perspektiven – Quellen – Studien. 1993 bis 2001 (6 Bände) im Verlag Karl Alber, Freiburg i. Br. / München, seit 2002 im Verlag Königshausen & Neumann, Würzburg. Bis 2011 insgesamt über 50 Bände.
- Philosophische Abhandlungen. Verlag Vittorio Klostermann, Frankfurt am Main Bis 2010:101 Bände
- Philosophische Bibliothek (PhB). Felix Meiner Verlag, Hamburg. Die Reihe erscheint seit 1868 und ist die älteste philosophische Textreihe.
- Philosophische Untersuchungen (PhU). Mohr Siebeck Verlag, Tübingen 1997 ff. Bis 2010: 26 Bände
- Praktische Philosophie. Verlag Karl Alber, Freiburg i. Br. / München 1975 ff. Bis 2012: 85 Bände
- problemata. frommann-holzboog Verlag, Stuttgart (Bad Cannstatt) 1971 ff. (2012: 63 lieferbare Bände)
- Quaestiones. Themen und Gestalten der Philosophie. frommann-holzboog Verlag, Stuttgart-Bad Cannstatt 1991 ff. (2012: 15 lieferbare Bände)
- Quellen und Studien zur Philosophie. Verlag Walter de Gruyter, Berlin 1971 ff.
- Schriftenreihe Medienethik. Franz Steiner Verlag, Stuttgart 2003 ff. (2023: 17 lieferbare Bände)[1]
- Studien und Materialien zur Geschichte der Philosophie. Georg Olms Verlag, Hildesheim 1965 ff.
- Symposion. Philosophische Schriftenreihe. Verlag Karl Alber, Freiburg i. Br. / München 1958 ff. Bis 2010: 133 Bände

#### Psychologie
- Praxis der Personalpsychologie (PPP)
- Internet und Psychologie
- Kompendien Psychologische Diagnostik

#### Naturwissenschaften
- Der Experimentator

#### Populärwissenschaft
- Akzent-Reihe, Urania Verlag, 1973–1990
- Die Neue Brehm-Bücherei (NBB)
- kosmos bibliothek, Kosmos-Verlag, 1958–1980, ISSN 0452-621X
- Regenbogenreihe, Kinderbuchverlag Berlin, 1972–1981
- Technik im Fokus, Springer, 2012–, ISSN 2194-0770
- Urania Universum, Urania Verlag, 1955–1990
- Verständliche Wissenschaft, Springer, 1927–1994, ISSN 0083-5846
- Wissenschaft und Technik, Kulturbund, Aufbau-Verlag bzw. Urania Verlag. 1952–1955.

#### Religionswissenschaft
- Religionswissenschaftliche Bibliothek
- Quellen der Religionsgeschichte
- Die Religionen der Menschheit
- Religiöse Quellenschriften
- Religiöse Stimmen der Völker
- Religionsgeschichtliches Lesebuch
- Religionsgeschichtliche Versuche und Vorarbeiten

#### Theologie
- Arbeiten zur Kirchengeschichte
- Bibliothek theologischer Klassiker
- Reihe Apologetische Themen
- Kontexte. Neue Beiträge zur historischen und systematischen Theologie
- Die Kirchen der Welt
- Bibliotheca dissidentium
- Bibliothek der Kirchenväter
  - Liste von Werken der Bibliothek der Kirchenväter

#### Beruf und Wirtschaft
- Blätter zur Berufskunde

### Sonstiges

#### Kunst und Literatur
- Bauhausbücher
- Bausteine zur Geschichte der neueren deutschen Literatur (1909–1933)
- Maler und Werk, Künstlermonographien 1970 bis 1990
- Fußnoten zur Literatur
- Gelbe Reihe
- Kanon der Literatur
- Die Kunstdenkmäler der Schweiz
- Neue Stadtbaukunst (1920er Jahre)

#### Weiteres
- BASAR (Buchreihe), Verlag Neues Leben
- Bibliothek klassischer Reiseberichte
- Bücher der Jungen
- Columbus (Buchreihe)
- Das Neue Universum
- Der jüngste Tag
- dtv Atlanten
- dtv Perthes Weltatlanten
- Durch die weite Welt
- Edition Radio Vatikan
- Klipp und klar 100x
- Konzepte der Gesellschaftstheorie. (Mohr Siebeck Verlag, Tübingen).
- Leuenberger Texte
- Little Blue Books
- Modelle für eine neue Welt
- Ökonomik und Ethik. Studien zur Sozialstruktur und Semantik moderner Governance. Wissenschaftlicher Verlag Berlin, wvb.
- rororo aktuell
- Signal (Buchreihe)
- Wappen und Siegel der deutschen Städte, Flecken und Dörfer
- Was die Bibel lehrt
- Schlag nach!

### Kinder- und Jugendbücher
- Die drei ???, Franckh-Kosmos
- Die kleinen Trompeterbücher, Kinderbuchverlag Berlin
- Edition Bücherbär, Arena Verlag
- Reader’s Digest Jugendbuch
- SJW-Hefte
- Spannend erzählt, Verlag Neues Leben
- Wie funktioniert das?
- Was ist was, Tessloff-Verlag